# بول سميث (ممثل)
بول سميث (بالإنجليزية: Paul Lawrence Smith )‏ (و. 1936 – 2012 م) هو ممثل أفلام، وممثل، وممثل تلفزي، وممثل تعبيري، من الولايات المتحدة، ولد في إيفرت، توفي في رعنانا، عن عمر يناهز 76 عاماً.

## التعليم
تعلم في جامعة برانديز.

## وصلات خارجية
- بول سميث على موقع IMDb (الإنجليزية)
- بول سميث على موقع ألو سيني (الفرنسية)
- بول سميث على موقع ميوزك برينز (الإنجليزية)
- بول سميث على موقع أول موفي (الإنجليزية)
- بول سميث على موقع قاعدة بيانات برودواي على الإنترنت (الإنجليزية)
- بول سميث على موقع قاعدة بيانات الأفلام السويدية (السويدية)
- بول سميث على موقع إن إن دي بي (الإنجليزية)
- بول سميث على موقع قاعدة بيانات الفيلم (الإنجليزية)
- بول سميث على موقع كينوبويسك (الروسية)